# Observatoire radio de Metsähovi
L'Observatoire radio de Metsähovi est un observatoire astronomique en Finlande, affilié à l'Université Aalto. Ses locaux principaux sont situés à Metsähovi, dans la commune de Kirkkonummi, 35 kilomètres à l'ouest du campus d'Otaniemi. 

## Présentation
L'observatoire exploite actuellement un radiotélescope de 13,7 mètres de diamètre, composé d'une vingtaine de chercheurs, ingénieurs, assistants de recherche, étudiants undergraduate et postgraduate et du personnel de soutien. Opérationnel depuis 1974, l'observatoire est actif dans les domaines suivants : 
- Recherche fondamentale en radioastronomie
- Développement d'instruments nécessaires en radioastronomie
- Développement de méthodes de mesures radioastronomiques
- Informatique scientifique appliquée
- Recherche spatiale
- Éducation

L'équipement de l'observatoire se concentre principalement sur les signaux radio extrasolaires entre 2 et 150 GHz. Les principaux sujets de recherche sont les quasars variables, les galaxies actives, le rayonnement des raies moléculaires (?), l'interférométrie géodésique et astronomique à très longue base en tant que membre du réseau européen VLBI. Les sujets secondaires sont les observations solaires et les analyses liées au système solaire, aux masers d'eau à 22 GHz et aux engins spatiaux. 
L'observatoire a observé l'éclipse solaire quasi-totale du 20 mars 2015 à 11,2 et 37 GHz. 